# Isabella Colonna
Isabelle Colonna (1513-1570) est une aristocrate italienne, membre de la famille Colonna.

## Biographie
Isabella est la fille unique de Vespasiano Colonna, duc de Traetto et comte de Fondi, et de Béatrice Appiano. Cependant, elle est élevée par la seconde épouse de son père, Giulia Gonzaga.
En 1531, elle épouse Louis de Gonzague, capitaine impérial de Charles Quint et frère de sa belle-mère Gulia. Ils ont un fils, Vespasien Gonzague, duc de Sabbioneta. Un an plus tard, Louis meurt et Isabella Colonna s'installe avec ses parents à Sabbioneta. Après des querelles avec ce dernier, elle s'installe à Rivarolo puis, en 1534, dans ses fiefs du sud de l'Italie.
En 1534, son beau-père Ludovico Gonzaga s'oppose à son mariage avec Philippe-Charles de Lannoy, prince de Sulmona, et obtient de l'empereur un décret confiant l'éducation de Vespasien à sa tante Giulia Gonzaga.
Isabella Colonna a cinq enfants avec Philippe-Charles de Lannoy :
- Maria, nonne au monastère de Santa Maria Donna Regina à Naples ;
- Carlo (1538-1566), prince de Sulmona et comte Venafro, épouse Costanza Doria del Carretto ;
- Béatrice, épouse Alfonso de Guevara, comte de Potenza, puis Alberto Acquaviva d'Aragona, duc d'Atri ;
- Orazio (? - 1597), prince de Sulmona et comte de Venafro, épouse Antonia d'Avalos ;
- Vittoria (? - 1594), épouse Giulio Antonio Acquaviva d'Aragona, prince de Caserta et marquis de Bellante.

Isabella Colonna meurt à Naples en 1570 et son fils aîné Vespasien hérite de ses biens.